# Skalltjärnen (Sundsjö socken, Jämtland)
Skalltjärnen är en sjö i Bräcke kommun i Jämtland och ingår i Ljungans huvudavrinningsområde.